# سارا ماتسوموتو
سارا ماتسوموتو (松本沙羅 ماتسوموتو سارا) هي مؤدية أصوات يابانية ولدت في 25 مايو في محافظة تشيبا.

## أدوارها في الأنمي

### مسلسلات أنمي تلفزيونية
- بوروتو: ناروتو نكست جينيريشنز - ناميدا سوزومينو
- أونميوجي نجم التوأم - شيمون إيكاروغا (أيام الطفولة)
- ياشاهيمي: أميرة أنصاف الشياطين - توا هيغوراشي
- سايوكي RELOAD BLAST - شا غوجو (أيام الصبا)
- سيرك كاراكوري - بيت
- أكاديميتي للأبطال - كوماري إيكوما
- شادوفرس - شي شيندو

### أنمي الإنترنت
- الفرقة المتنقلة المدرعة SAC_2045 - كانامي

## أدوارها في ألعاب الفيديو
- لايف إز سترينج 2 - دانييل دياز

## أدوارها في الدبلجة اليابانية
- أخرجوا السكاكين - ميغ